# Louis Ameka
Louis Ameka, né le 3 octobre 1996 a Libreville (Gabon), est un footballeur gabonais. Évoluant au poste de milieu offensif au TP Mazembe.

## Biographie
Il reçoit sa première sélection en équipe du Gabon le 10 juin 2017, aux éliminatoires de la CAN 2019 contre l'Mali (défaite, 2-1).

## Palmarès
CF Mounana
- Championnat du Gabon (2) :
  - Champion : 2015-16 et 2016-17.